# Opál (odrůda jablek)

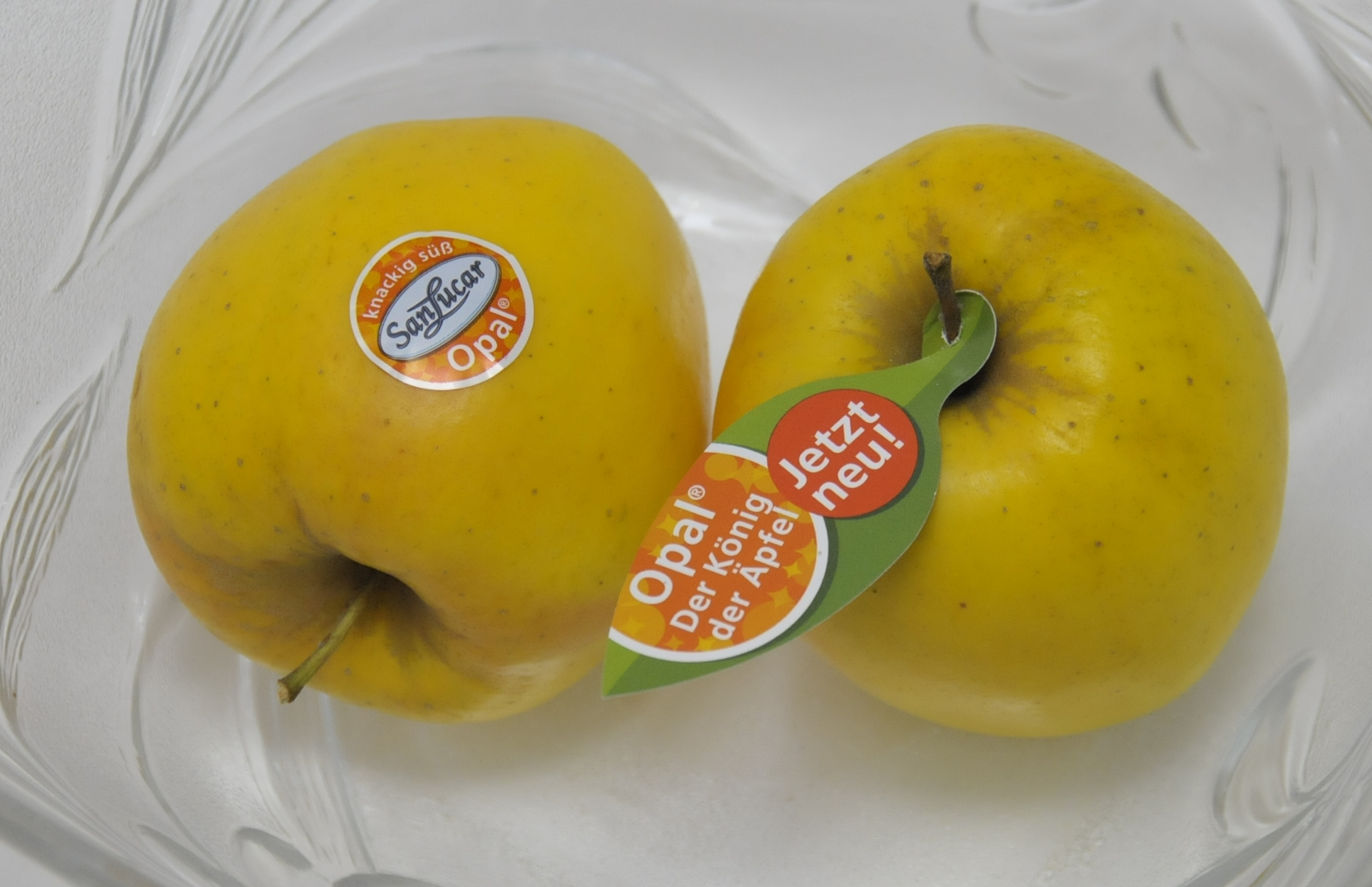

Opál (Malus domestica 'Opál') je ovocný strom, kultivar druhu jabloň domácí z čeledi růžovitých. Plody jsou řazeny mezi odrůdy zimních jablek, sklízí se v září, dozrává v listopadu, skladovatelné jsou do dubna. Odrůda je považována za rezistentní vůči některým chorobám, odrůdu lze pěstovat bez chemické ochrany.

## Historie

### Původ
Byla vyšlechtěna v ČR, v Ústavu experimentální botaniky AVČR, Střížovice. Odrůda vznikla zkřížením odrůd 'Golden Delicious' a 'Topaz'.

## Vlastnosti

### Růst
Růst odrůdy je střední. Koruna je spíše rozložitá. Letní řez je vhodný.

## Plodnost
Plodí záhy, průměrně a pravidelně.

## Plod
Plod je kulovitý ažpodlouhlý, střední. Slupka hladká, žlutozelené zbarvení je překryté červenou barvou s žíháním. Dužnina je nažloutlá se sladce navinulou až sladkou chutí, velmi dobrá.

## Choroby a škůdci
Odrůda je rezistentní proti strupovitostí jabloní a vysoce odolná k padlí.

## Použití
Je vhodná ke skladování a přímému konzumu. Odrůdu lze použít na chráněných stanovištích středních a teplých poloh v propustných živných půdách zásobených vláhou. Je doporučován intenzivní způsob pěstování odrůdy na slabě rostoucích podnožích ve tvarech jako zákrsky, čtvrtkmeny a vřetena.